# Primolius
Primolius es un género de aves psitaciformes de la familia de los loros (Psittacidae) constituido por tres especies:
- El maracaná de cabeza azul o guacamayo cabeciazul (Primolius couloni).
- El maracaná cara afeitada, guacamaya de cabeza afeitada o maracaná lomo rojo (Primolius maracana).
- El maracaná de cuello dorado o guacamaya de cuello dorado (Primolius auricollis).